# Récession de 1949
 (septembre 2020).
Si vous disposez d'ouvrages ou d'articles de référence ou si vous connaissez des sites web de qualité traitant du thème abordé ici, merci de compléter l'article en donnant les références utiles à sa vérifiabilité et en les liant à la section « Notes et références ».

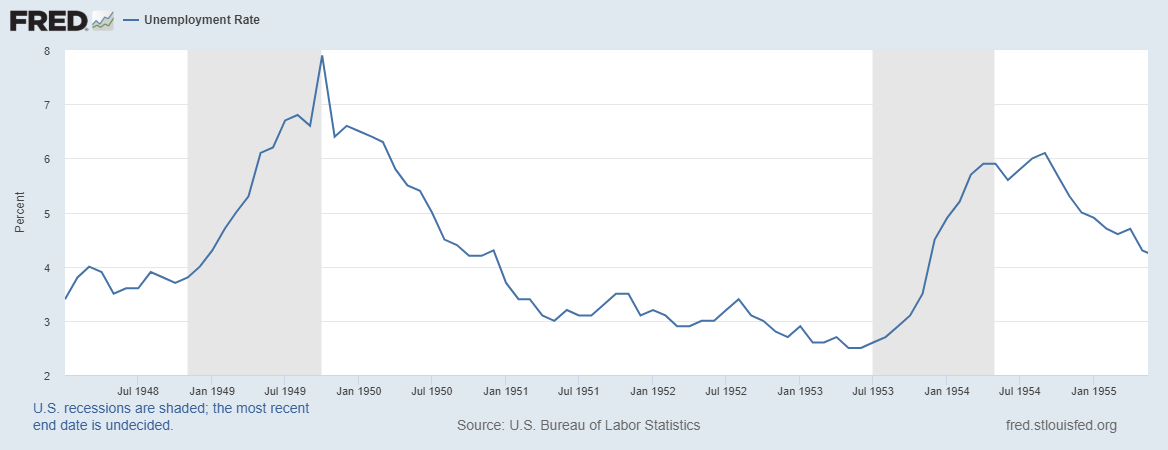
Schéma du chômage aux États-Unis de 1948 à 1955.

La récession de 1949 a été un ralentissement aux États-Unis qui a duré 11 mois. Selon le National Bureau of Economic Research, la récession a commencé en novembre 1948 et a duré jusqu'en octobre 1949.
La récession de 1949 a été un bref ralentissement économique ; les prévisionnistes de l'époque s'attendaient à bien pire, peut-être sous l'influence de la mauvaise économie de leur récente vie. La récession a commencé peu après les réformes économiques Fair Deal du président Truman. La récession a également suivi une période de resserrement monétaire par la Réserve fédérale.

## PIB des États-Unis
Au cours de cette récession, le produit intérieur brut des États-Unis a chuté de 1,7 %. En octobre 1949, le taux de chômage a atteint son sommet pour le cycle, soit 7,9 %.

## Principales causes de la récession
Beaucoup[Qui ?] considèrent les suites de la fin de la Seconde Guerre mondiale comme la principale cause de la récession. Selon C. A. Blyth, "la cause la plus importante de la récession de 1948-1949 a été la chute substantielle des investissements fixes".

## Gravité de la récession
Le taux de chômage maximum était d'environ 7,9 %. La variation du produit national brut PNB a diminué jusqu'à -1,5 %. Les ventes des grands magasins ont diminué de 22 %. Les indices des prix de gros et du coût de la vie ont baissé de 12 et 5 points.